# Osojnik, Železniki
Osojnik je naselje v Občini Železniki.